# Jussi Nuorela
Jussi Nuorela, född 11 augusti 1974 i Valkeakoski, är en finländsk före detta fotbollsspelare, senare tränare. Han tränar sedan 2021 TPS.
Som spelare representerade Nuorela klubbar i sju olika länder. Han spelade därtill tjugo landskamper för Finlands landslag.

## Karriär

### Spelarkarriär
Nuorela A-lagsdebuterade för FC Haka 1991 och blev 1993 proffs i nederländska PSV Eindhoven. Han skulle inte komma att spela några ligamatcher för PSV. Han var under 1994 utlånad till EVV, hemmahörandes i samma stad. Under sommaren återvände han till Haka.
Återkomsten blev kortvarig då Nuorela efter att Tipsligan 1994 spelats färdigt återvände till Nederländerna för att spela för Groningen, där han till slut fick spela sin första match i Eredivisie. Han spelade sju ligamatcher för klubben säsongen 1994/1995.
Det dröjde dock inte länge innan Nuorela återvände till Valkeakoski och Haka. Han hjälpte klubben till seger i Tipsligan 1995 innan han för tredje gången flyttade till Nederländerna, den här gången till FC Zwolle.
Nuorela värvades av Malmö FF inför Allsvenskan 2002. På grund av strul med spelarlicenserna för Nuorela och ett annat nyförvärv, Jeppe Vestergaard, kunde de två spelarna inte debutera för MFF under våren. Nuorela lånades ut till danska Silkeborg IF i väntan på tillstånd för att få spela för MFF. Han blev spelklar den 1 juli 2002.
Efter att ha fullföljt sitt kontrakt med Malmö FF spelade Nuorela en säsong med Elazığspor i den turkiska förstadivisionen Süper Lig.
2008 skrev han på för Inter Åbo, efter att säsongen före ha varit lagkapten för TPS.
Nuorela avslutade sin spelarkarriär 2009.

### Tränarkarriär
Sedan 18 juni 2021 är Nuorela tränare för TPS. I september 2023 förlängde han sitt kontrakt med två år.

## Meriter

### Klubblag
- Tipsligan (2): 1995 med Haka,  2008 med Inter Åbo
- Finska ligacupen: 2008 med Inter Åbo
- Liechtensteiner Cup: 2004/2005 med FC Vaduz

### Individuellt
- Bäste försvarare i Tipsligan: 2001[15]